# Pterocarpus santalinoides
Pterocarpus santalinoides ist eine Pflanzenart aus der Unterfamilie der Schmetterlingsblütler (Faboideae) innerhalb der Familie der Hülsenfrüchtler (Fabaceae).

## Beschreibung
Bei Pterocarpus santalinoides handelt es sich um einen meist immergrünen Baum, der Wuchshöhen von bis zu 15 Meter und Stammdurchmesser von bis zu 50 cm erreicht. Die grau-braune Rinde ist im Anschnitt rot. Der Baum führt ein rötliches Kino.
Die wechselständigen und gesatielten Laubblätter sind wechselnd unpaarig gefiedert und mit Blattstiel bis zu 20 cm lang. Die bis zu 9 kurz gestielten Blättchen sind eiförmig bis elliptisch, kahl, spitz bis zugespitzt und bis zu 13 Zentimeter lang.
Die achselständigen, kurz behaarten und traubigen Blütenstände sind bis zu 20 cm lang. Die zwittrigen und zygomorphen, kurz gestielten Schmetterlingsblüten sind leuchtend gelb bis orangefarben. Die 10 Staubblätter sind meist einbrüderig verwachsen, manchmal ist eines frei. Der Fruchtknoten ist behaart.
Die eiförmigen bis kreisrunden, bis etwa 5 cm großen Flügelnüsse (Samara) sind flach, höckrig und am Rand geflügelt. Sie enthalten meist nur einen einzigen Samen.

## Verbreitung und Gefährdung
Pterocarpus santalinoides ist auf sandigen oder feuchten Böden entlang von Flussläufen der Sudan- und Guineazone im tropischen Afrika, aber auch im tropischen Amerika verbreitet.
Sie ist in der Roten Liste der IUCN als „Least Concern“ (LC) = „nicht gefährdet“ bewertet.

## Taxonomie
Pterocarpus santalinoides wurde 1825 von Augustin Pyramus de Candolle in Prodromus Systematis Naturalis Regni Vegetabilis .. Band 2 Seite 419 erstbeschrieben. De Candolle übernahm damit einen Namen von Charles Louis L’Héritier de Brutelle. Die Artbezeichnung "santalinoides" bezieht sich auf Pterocarpus santalinus und bedeutet: "der Art Pterocarpus santalinus ähnlich".